# Al-Hama
Al-Hama – miejscowość w Syrii w muhafazie Damaszek. W 2004 roku liczyła 10 045 mieszkańców.